# Duje Baković
Duje Baković (Fiume, 7 giugno 1986) è un ex calciatore croato, di ruolo difensore.

## Carriera
Ha giocato nella massima serie dei campionati croato ed azero.

## Statistiche

### Cronologia presenze e reti in nazionale
| Cronologia completa delle presenze e delle reti in nazionale ― Croazia under 21 | Cronologia completa delle presenze e delle reti in nazionale ― Croazia under 21 | Cronologia completa delle presenze e delle reti in nazionale ― Croazia under 21 | Cronologia completa delle presenze e delle reti in nazionale ― Croazia under 21 | Cronologia completa delle presenze e delle reti in nazionale ― Croazia under 21 | Cronologia completa delle presenze e delle reti in nazionale ― Croazia under 21 | Cronologia completa delle presenze e delle reti in nazionale ― Croazia under 21 | Cronologia completa delle presenze e delle reti in nazionale ― Croazia under 21 |
| Data                                                                            | Città                                                                           | In casa                                                                         | Risultato                                                                       | Ospiti                                                                          | Competizione                                                                    | Reti                                                                            | Note                                                                            |
| ------------------------------------------------------------------------------- | ------------------------------------------------------------------------------- | ------------------------------------------------------------------------------- | ------------------------------------------------------------------------------- | ------------------------------------------------------------------------------- | ------------------------------------------------------------------------------- | ------------------------------------------------------------------------------- | ------------------------------------------------------------------------------- |
| 11-9-2007                                                                       | Zaprešić                                                                        | Croazia under 21                                                                | 3 – 2                                                                           | Azerbaigian under 21                                                            | Qual. Europeo Under-21 2009                                                     | -                                                                               | 48’ 51’                                                                         |
| 12-10-2007                                                                      | Chieti                                                                          | Italia under 21                                                                 | 2 – 0                                                                           | Croazia under 21                                                                | Qual. Europeo Under-21 2009                                                     | -                                                                               | 23’                                                                             |
| 17-11-2007                                                                      | Atene                                                                           | Grecia under 21                                                                 | 3 – 4                                                                           | Croazia under 21                                                                | Qual. Europeo Under-21 2009                                                     | -                                                                               | 75’                                                                             |
| 21-11-2007                                                                      | Baku                                                                            | Azerbaigian under 21                                                            | 0 – 1                                                                           | Croazia under 21                                                                | Qual. Europeo Under-21 2009                                                     | -                                                                               | 90+2’                                                                           |
| Totale                                                                          |                                                                                 | Presenze                                                                        | 4                                                                               |                                                                                 | Reti                                                                            | 0                                                                               |                                                                                 |